# 遊心寺
遊心寺（ゆうしんじ）は、愛知県刈谷市井ケ谷町上ノ郷64にある浄土宗西山禅林寺派の寺院。
山号は八幡山。本尊は阿弥陀如来。現在の住職は近藤善恒。「ぽっくり往生の寺」として知られる。井ケ谷町には曹洞宗の見性寺などもある。

## 歴史
寛政2年（1462年）、賢勢智鑑上人の開山によって天台宗の自然院として創建された。元亀2年（1571年）に比叡山延暦寺が織田信長の焼き討ちにあった際、修行中の大円阿闍梨が毘沙門天王を比叡山から持ち出し、井ケ谷村の自然院に祀った。やがて自然院は天台宗から浄土宗に改宗し、遊心寺と称されるようになった。

## 境内
- 本堂
- 毘沙門堂
- 金比羅堂
- 鐘楼
- 石碑「天阿理道楽翁碑」
- 石碑「藤井翠應碑」

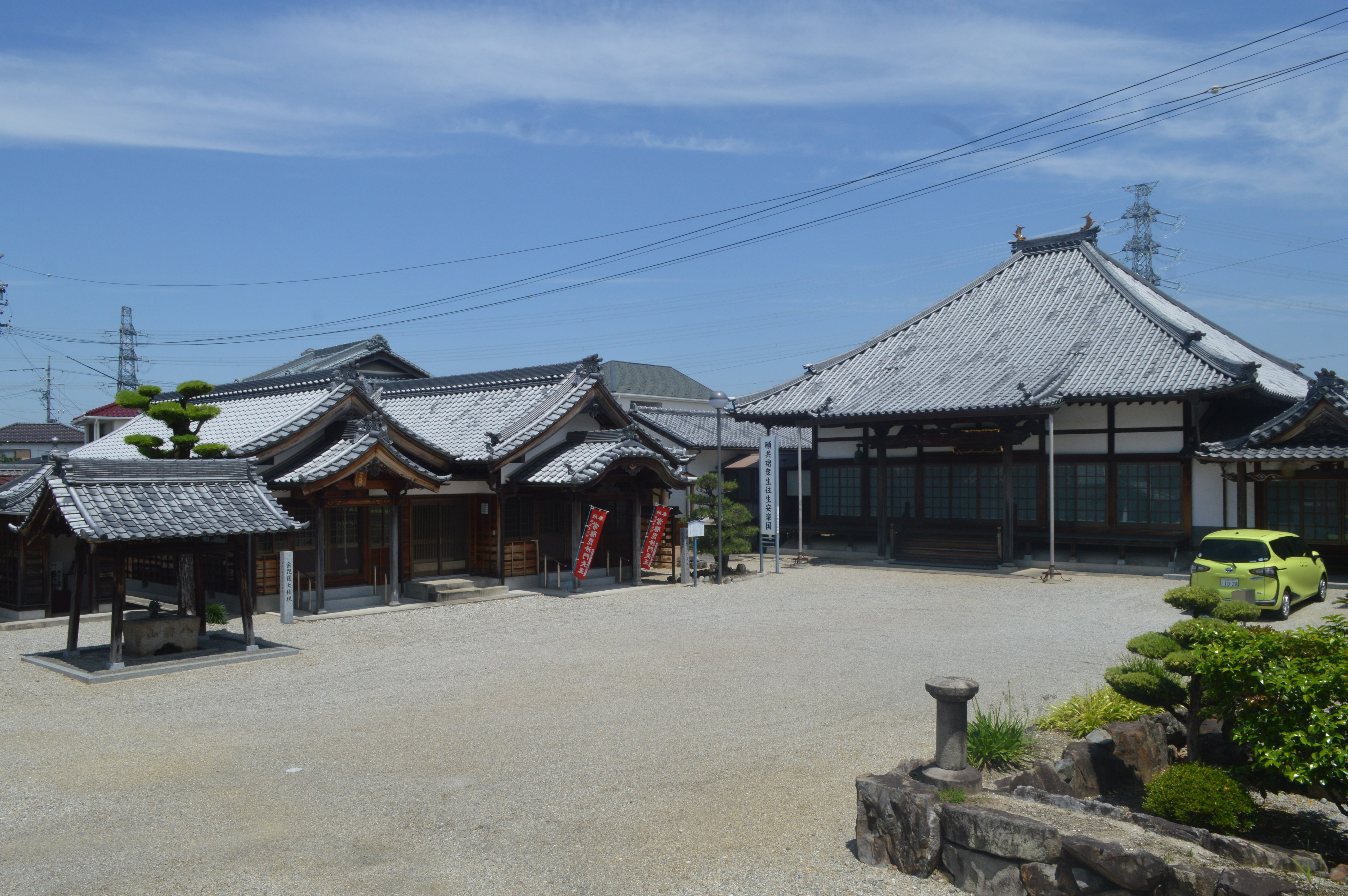
境内
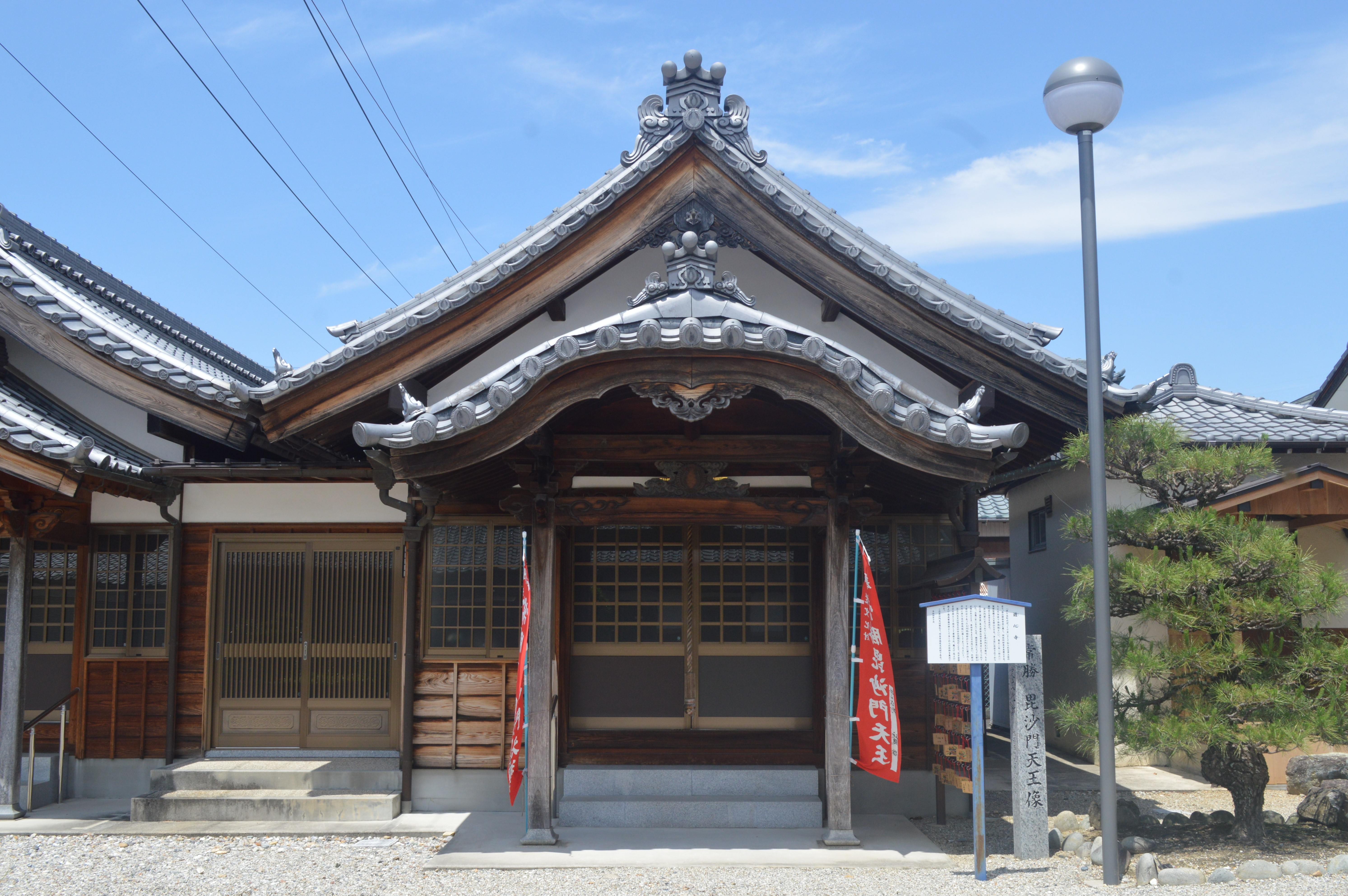
毘沙門堂
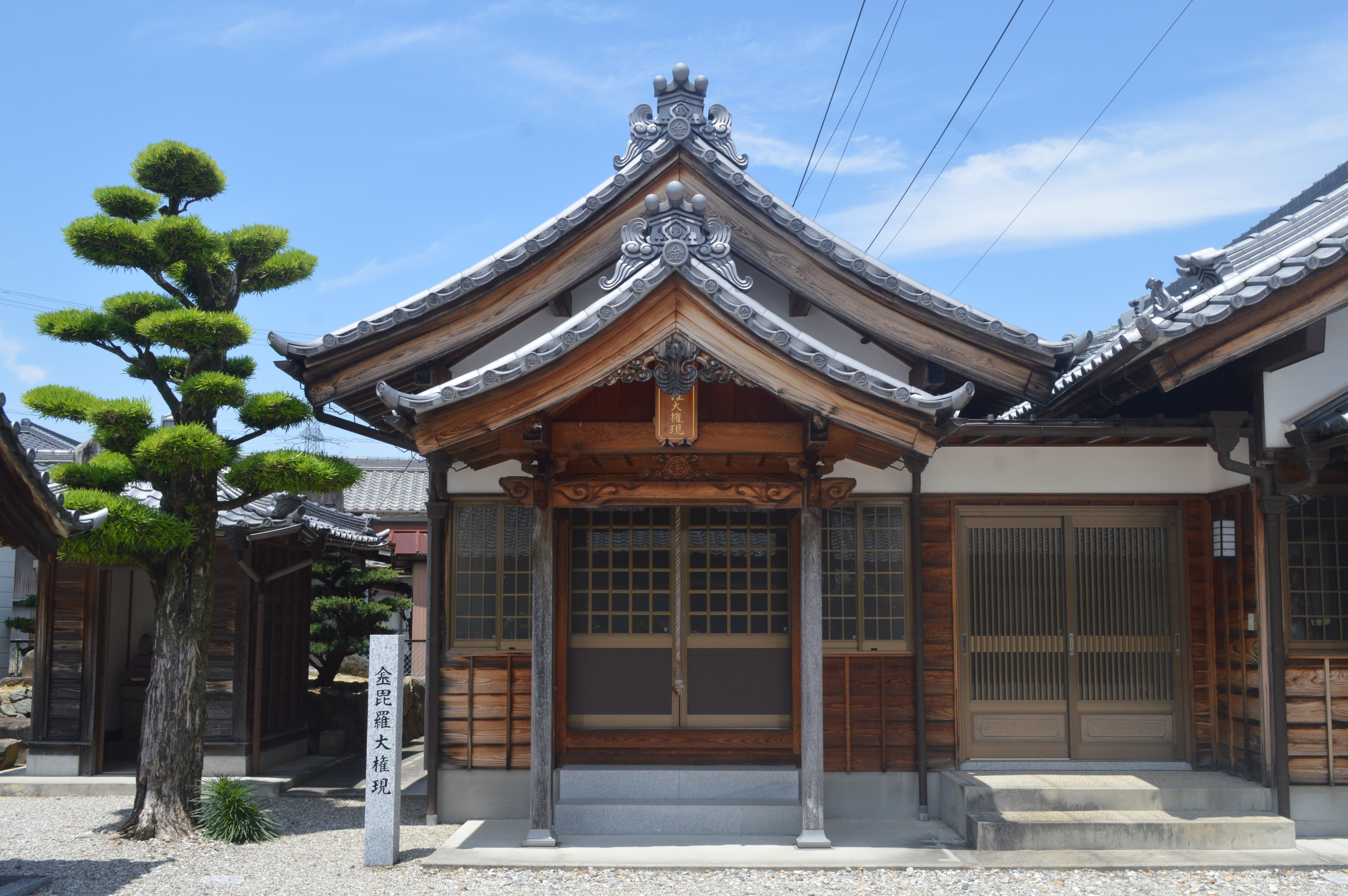
金比羅堂
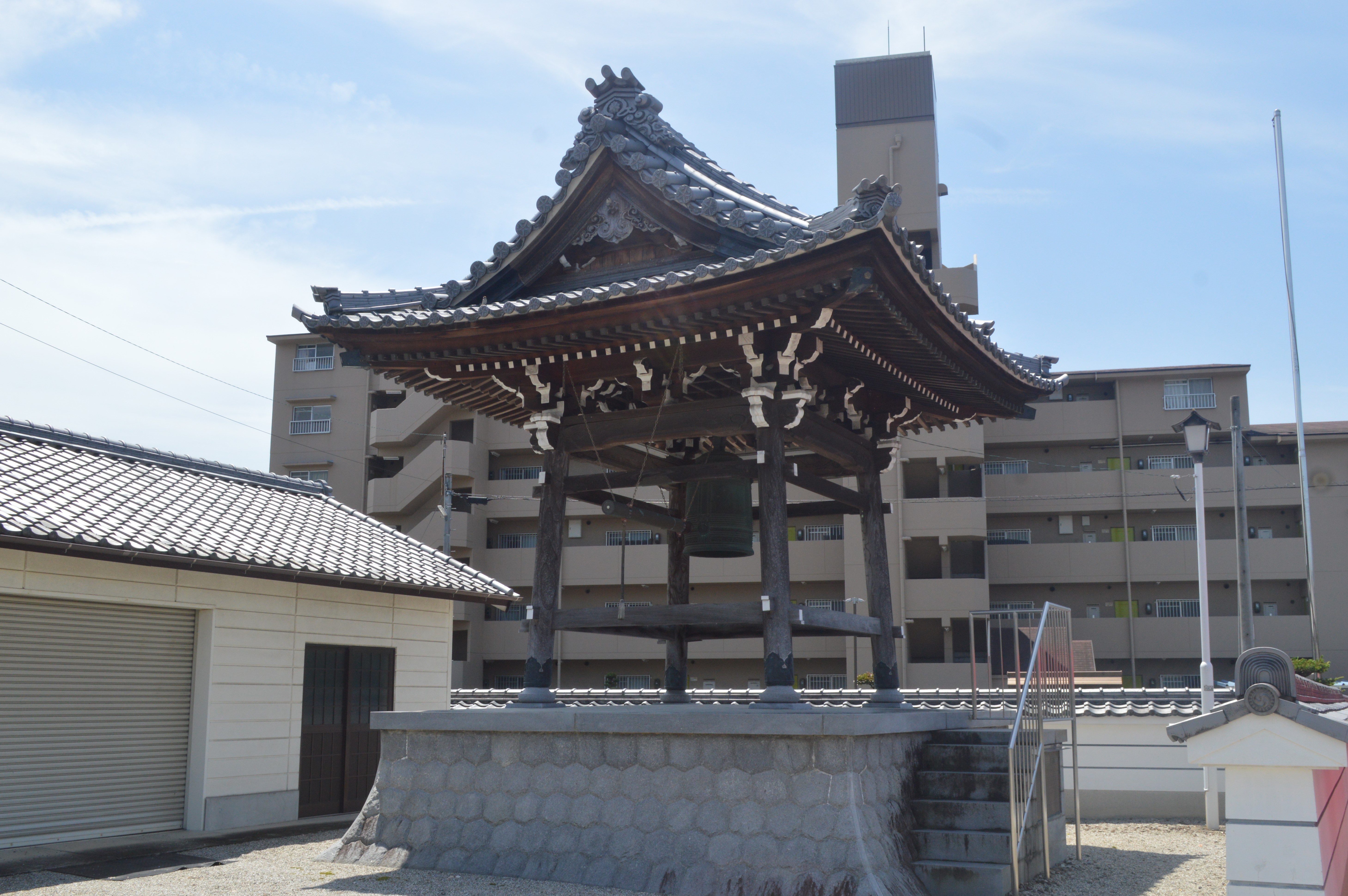
鐘楼
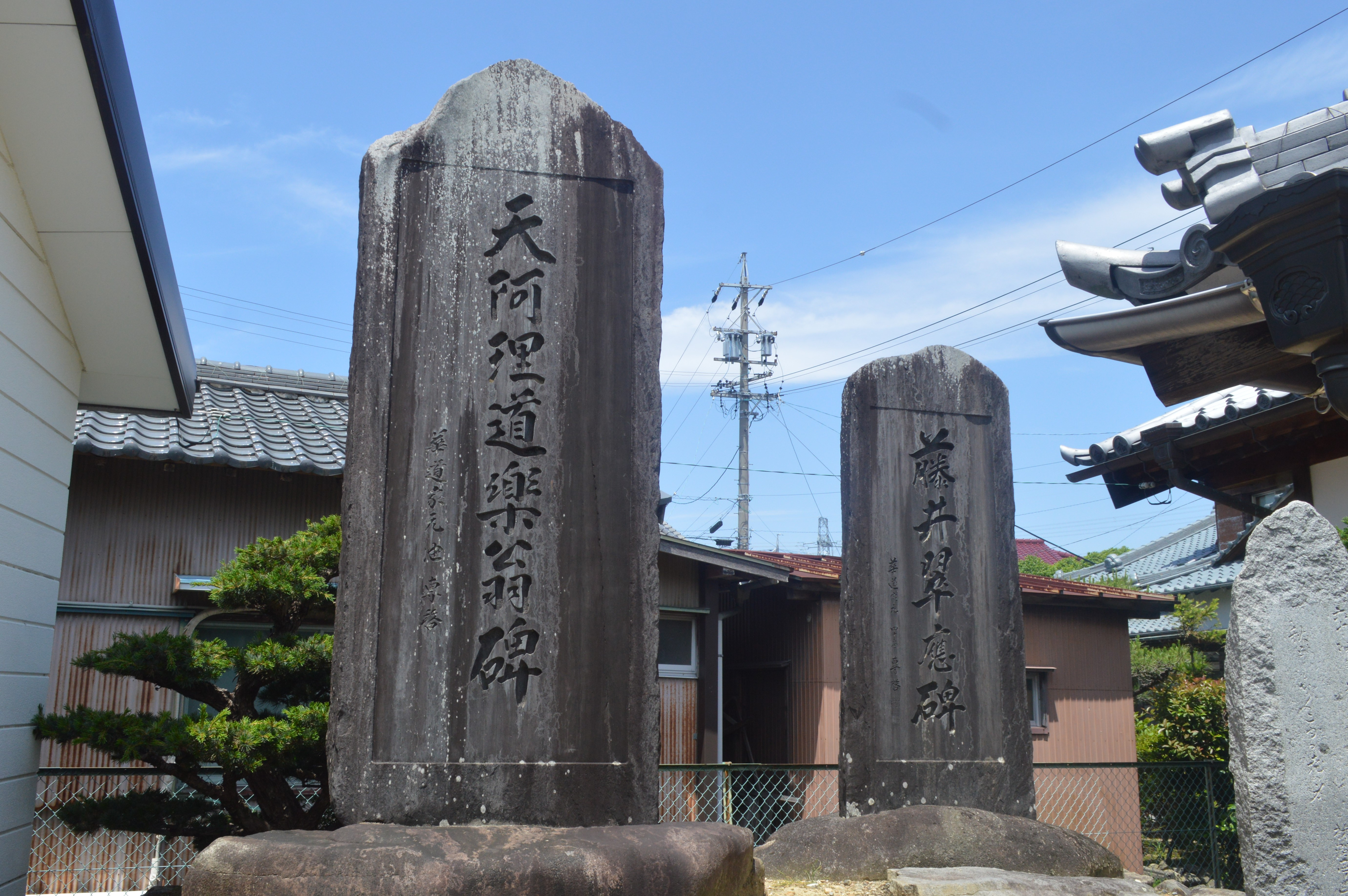
「天阿理道楽翁碑」と「藤井翠應碑」

## 文化財

### 市指定文化財
- 木造毘沙門天王像 - 刈谷市指定文化財[2]。1984年（昭和59年）8月7日指定[3]。

## 現地情報
所在地
- 448-0001 愛知県刈谷市刈谷市井ケ谷町上ノ郷64

アクセス
- 名鉄名古屋本線豊明駅から車で15分、または名古屋本線・三河線知立駅から車で20分